# Olympische Sommerspiele 1960/Leichtathletik – Diskuswurf (Frauen)
Der Diskuswurf der Frauen bei den Olympischen Spielen 1960 in Rom wurde am 3. und 5. September 1960 im Stadio Olimpico ausgetragen. 24 Athletinnen nahmen teil.
Olympiasiegerin wurde Nina Ponomarjowa aus der Sowjetunion vor ihrer Landsfrau Tamara Press. Bronze ging an die Rumänin Lia Manoliu.
Während Athletinnen aus der Schweiz und Liechtenstein nicht teilnahmen, gingen drei Deutsche und eine Österreicherin an den Start. Die Österreicherin Dorli Hofrichter und die Deutsche Doris Müller konnten sich nicht für das Finale qualifizieren. Die beiden weiteren Deutschen Irene Schuch und Kriemhild Limberg erreichten das Finale. Limberg belegte dort Platz vier, Schuch erreichte Rang neun.

## Rekorde

### Bestehende Rekorde

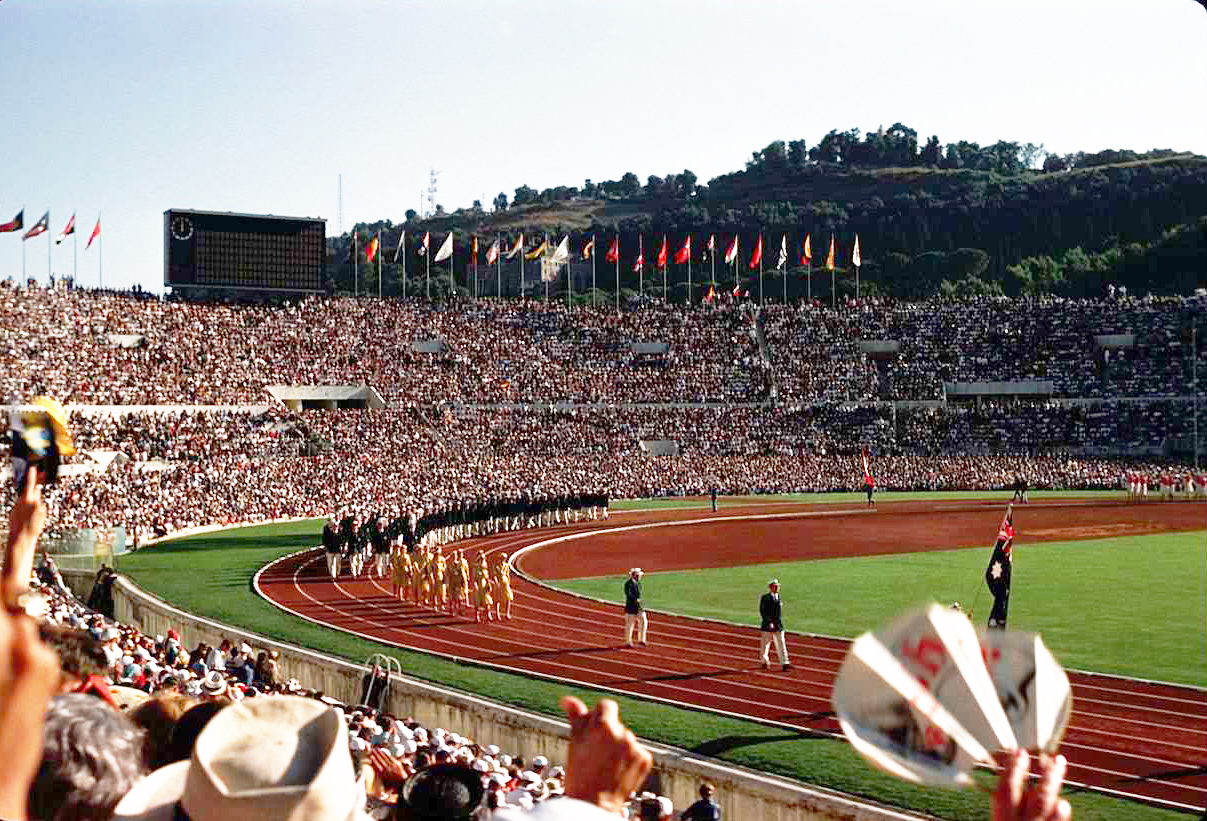
Das Olympiastadion während der Eröffnungsfeier

| Weltrekord         | 57,04 m | Nina Dumbadse ( Sowjetunion)      | Tiflis, Sowjetunion (heute Georgien) | 18. Oktober 1952  |
| Olympischer Rekord | 53,69 m | Olga Fikotová ( Tschechoslowakei) | Finale OS Melbourne, Australien      | 23. November 1956 |

### Rekordverbesserung
Die sowjetische Olympiasiegerin Nina Ponomarjowa verbesserte den bestehenden olympischen Rekord im Finale am 5. September um 1,41 m auf 55,10 m. Zum Weltrekord fehlten ihr 1,94 m.

## Durchführung des Wettbewerbs
24 Athletinnen traten am 3. September zu einer Qualifikationsrunde an. Elf von ihnen – hellgblau unterlegt – übertrafen die Qualifikationsweite von 47,00 m. Damit war die Mindestzahl von zwölf Finalteilnehmerinnen noch nicht erreicht und die Werferin mit der zwölftbesten Qualifikationsweite – hellgrün unterlegt – war ebenfalls für das Finale qualifiziert. Dieses Finale fand am 5. September statt. Dort standen jeder Athletin zunächst drei Versuche zu. Die besten Sechs konnten dann drei weitere Würfe absolvieren.

## Zeitplan
3. September, 9:00 Uhr: Qualifikation

5. September, 15:40 Uhr: Finale

## Legende
Kurze Übersicht zur Bedeutung der Symbolik – so üblicherweise auch in sonstigen Veröffentlichungen verwendet:
| – | verzichtet |
| x | ungültig   |

Die Bestweiten sind fett gedruckt. Bei gleicher Weite entschied das zweitbeste Resultat über die Platzierung.

## Qualifikation
Datum: 3. September 1960, 9:00 Uhr
Auf Rang zehn qualifizierte sich Olga Connolly für das Finale. Hier handelt es sich um die Olympiasiegerin von 1956, die damalige Tschechoslowakin Olga Fikotová. Sie heiratete nach den Spielen von Melbourne den US-amerikanischen Hammerwerfer Hal Connolly und startete als Olga Connolly für die USA.

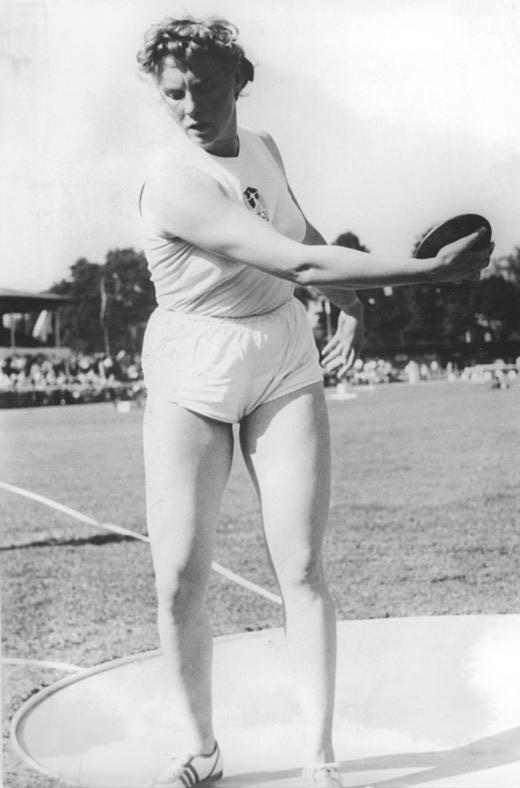
Doris Müller blieb in der Qualifikation ohne gültigen Versuch

| Platz | Name                | Nation           | 1. Versuch | 2. Versuch | 3. Versuch | Weite   |
| ----- | ------------------- | ---------------- | ---------- | ---------- | ---------- | ------- |
| 1     | Nina Ponomarjowa    | Sowjetunion      | 53,68 m    | –          | –          | 53,68 m |
| 2     | Irene Schuch        | Deutschland      | 52,22 m    | –          | –          | 52,22 m |
| 3     | Tamara Press        | Sowjetunion      | 51,47 m    | –          | –          | 51,47 m |
| 4     | Earlene Brown       | USA              | 42,43 m    | 51,17 m    | –          | 51,17 m |
| 5     | Kriemhild Limberg   | Deutschland      | 50,86 m    | –          | –          | 50,86 m |
| 6     | Jiřina Němcová      | Tschechoslowakei | 49,86 m    | –          | –          | 49,86 m |
| 7     | Jewgenija Kusnezowa | Sowjetunion      | 49,36 m    | –          | –          | 49,36 m |
| 8     | Štěpánka Mertová    | Tschechoslowakei | 49,34 m    | –          | –          | 49,34 m |
| 9     | Lia Manoliu         | Rumänien         | 48,57 m    | –          | –          | 48,57 m |
| 10    | Olga Connolly       | USA              | x          | 48,32 m    | –          | 48,32 m |
| 11    | Wivianne Bergh      | Schweden         | x          | 44,29 m    | 47,02 m    | 47,02 m |
| 12    | Valerie Sloper      | Neuseeland       | 46,91 m    | 45,79 m    | 42,80 m    | 46,91 m |
| 13    | Kazimiera Rykowska  | Polen            | x          | 46,75 m    | x          | 46,75 m |
| 14    | Jennifer Thompson   | Neuseeland       | 45,94 m    | 46,74 m    | 42,93 m    | 46,74 m |
| 15    | Elivia Ricci        | Italien          | 45,86 m    | x          | 45,78 m    | 45,86 m |
| 16    | Dorli Hofrichter    | Österreich       | 44,94 m    | x          | 39,26 m    | 44,94 m |
| 17    | Karen Inge Halkier  | Dänemark         | 41,06 m    | 42,02 m    | 43,99 m    | 43,99 m |
| 18    | Hiroko Uchida       | Japan            | x          | 43,78 m    | x          | 43,78 m |
| 19    | Pamela Kurrell      | USA              | 43,23 m    | 40,35 m    | 42,34 m    | 43,23 m |
| 20    | Paola Paternoster   | Italien          | 43,11 m    | 41,36 m    | 42,20 m    | 43,11 m |
| 21    | Suzanne Allday      | Großbritannien   | x          | x          | 41,12 m    | 41,12 m |
| 22    | Milena Čelesnik     | Jugoslawien      | x          | 30,84 m    | x          | 30,84 m |
| NM    | Doris Müller        | Deutschland      | x          | x          | x          | ogV     |
| NM    | Wu Jin-yun          | Taiwan           | x          | x          | x          | ogV     |
| DNS   | Judit Bognár        | Ungarn           |            |            |            |         |

## Finale
Datum: 5. September 1960, 15:40 Uhr
| Platz | Name                | Nation           | 1. Versuch | 2. Versuch | 3. Versuch | 4. Versuch                                   | 5. Versuch                                   | 6. Versuch                                   | Endresultat | Anmerkung |
| ----- | ------------------- | ---------------- | ---------- | ---------- | ---------- | -------------------------------------------- | -------------------------------------------- | -------------------------------------------- | ----------- | --------- |
| 1     | Nina Ponomarjowa    | Sowjetunion      | 44,48 m    | 52,42 m    | 53,39 m    | 51,68 m                                      | 55,10 m OR                                   | 54,42 m                                      | 55,10 m     | OR        |
| 2     | Tamara Press        | Sowjetunion      | 51,64 m    | 46,82 m    | x          | 50,92 m                                      | x                                            | 52,59 m                                      | 52,59 m     |           |
| 3     | Lia Manoliu         | Rumänien         | 52,36 m    | x          | 46,29 m    | 50,59 m                                      | 48,78 m                                      | 46,96 m                                      | 52,36 m     |           |
| 4     | Kriemhild Limberg   | Deutschland      | 51,47 m    | x          | 45,30 m    | 47,40 m                                      | 48,12 m                                      | 46,38 m                                      | 51,47 m     |           |
| 5     | Jewgenija Kusnezowa | Sowjetunion      | 51,43 m    | 51,39 m    | 50,96 m    | 49,69 m                                      | 50,62 m                                      | 51,25 m                                      | 51,43 m     |           |
| 6     | Earlene Brown       | USA              | 51,29 m    | 35,83 m    | 47,29 m    | x                                            | 35,20 m                                      | 45,80 m                                      | 51,29 m     |           |
|       |                     |                  |            |            |            |                                              |                                              |                                              |             |           |
| 7     | Olga Connolly       | USA              | 50,95 m    | 47,46 m    | 48,82 m    | nicht im Finale der besten sechs Werferinnen | nicht im Finale der besten sechs Werferinnen | nicht im Finale der besten sechs Werferinnen | 50,95 m     |           |
| 8     | Jiřina Němcová      | Tschechoslowakei | 50,12 m    | 48,62 m    | x          | nicht im Finale der besten sechs Werferinnen | nicht im Finale der besten sechs Werferinnen | nicht im Finale der besten sechs Werferinnen | 50,12 m     |           |
| 9     | Irene Schuch        | Deutschland      | 49,86 m    | 49,42 m    | x          | nicht im Finale der besten sechs Werferinnen | nicht im Finale der besten sechs Werferinnen | nicht im Finale der besten sechs Werferinnen | 49,86 m     |           |
| 10    | Valerie Sloper      | Neuseeland       | 45,26 m    | x          | 48,81 m    | nicht im Finale der besten sechs Werferinnen | nicht im Finale der besten sechs Werferinnen | nicht im Finale der besten sechs Werferinnen | 48,81 m     |           |
| 11    | Štěpánka Mertová    | Tschechoslowakei | 48,28 m    | 46,62 m    | 38,51 m    | nicht im Finale der besten sechs Werferinnen | nicht im Finale der besten sechs Werferinnen | nicht im Finale der besten sechs Werferinnen | 48,28 m     |           |
| 12    | Wivianne Bergh      | Schweden         | 42,70 m    | 43,76 m    | 43,96 m    | nicht im Finale der besten sechs Werferinnen | nicht im Finale der besten sechs Werferinnen | nicht im Finale der besten sechs Werferinnen | 43,96 m     |           |

Elf Teilnehmerinnen hatten die Qualifikationsweite übertroffen, eine weitere Athletin konnte über die nachfolgend beste Weite ins Finale einziehen. Als Favoritin galt die Europameisterin von 1958 Tamara Press, Schwester der Olympiasiegerin über 80 Meter Hürden. Ihre Hauptkonkurrentin Nina Ponomarjowa, Olympiasiegerin von 1952, kam wie Press aus der UdSSR. Auch die deutsche Werferin Kriemhild Limberg, EM-Dritte von 1958 gehörte zum erweiterten Kreis der Medaillenkandidatinnen.
Die Rumänin Lia Manoliu, Olympiasechste von 1952 und acht Jahre nach den Spielen von Rom Olympiasiegerin, übernahm in der ersten Runde die Führung, doch schon im zweiten Versuch wurde sie von Ponomarjowa abgelöst. Press lag zu diesem Zeitpunkt auf Rang drei. Im fünften Durchgang verbesserte sich Ponomarjowa weiter und ihr gelang ein neuer Olympiarekord. Press zog im letzten Versuch noch an Manoliu vorbei, an Ponomarjowa kam sie jedoch nicht mehr heran. Limberg belegte den vierten Platz.
Für Nina Ponomarjowa war es nach 1952 die zweite Goldmedaille im Diskuswurf.

Lia Manoliu gewann die erste rumänische Medaille in dieser Disziplin.

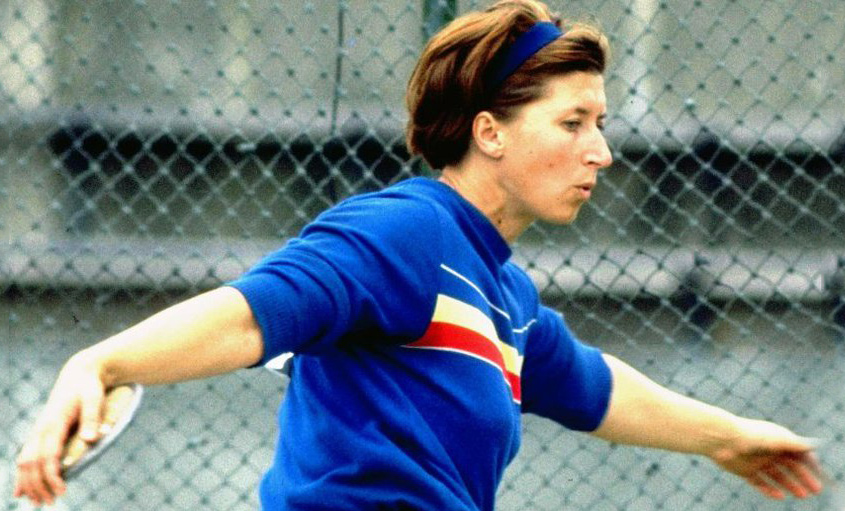
Bronzemedaillengewinnerin Lia Manoliu
Olga Connolly – unter ihrem Namen Olga Fikotová 1956 Olympiasiegerin – erreichte hier Platz sieben
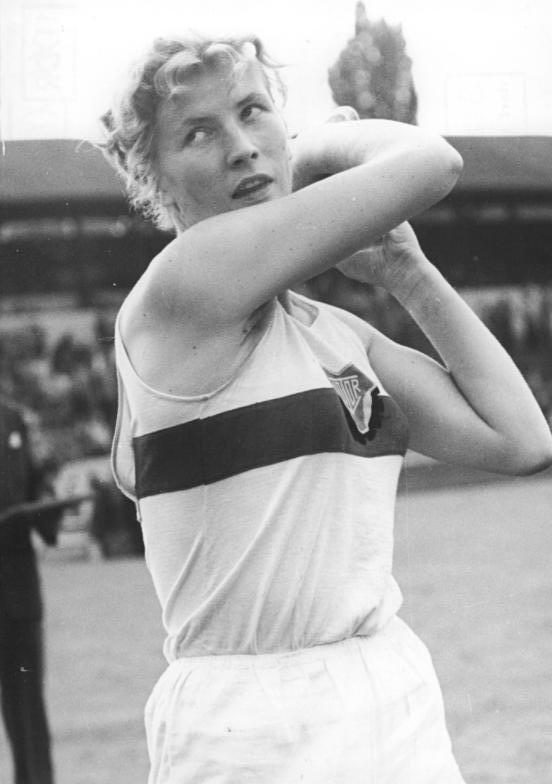
Irene Schuch belegte Rang neun
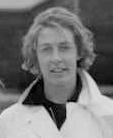
Valerie Sloper, spätere Valerie Young, kam auf den zehnten Platz

## Video
- 1960 Olympics final Women's discus throw, youtube.com, abgerufen am 2. September 2021